# 38962 Chuwinghung
38962 Chuwinghung este un asteroid din centura principală de asteroizi.

## Descriere
38962 Chuwinghung este un asteroid din centura principală de asteroizi. A fost descoperit pe 5 octombrie 2000 la Desert Beaver Observatory de William Kwong Yu Yeung. Asteroidul prezintă o orbită caracterizată de o semiaxă mare de 2,79 ua, o excentricitate de 0,19 și o înclinație de 8,9° în raport cu ecliptica.